# IC 951
IC 951 — галактика типу SBcd у сузір'ї Велика Ведмедиця.
Цей об'єкт міститься в оригінальній редакції індексного каталогу.